# Masdevallia rana-aurea
Masdevallia rana-aurea är en orkidéart som beskrevs av Carlyle August Luer. Masdevallia rana-aurea ingår i släktet Masdevallia och familjen orkidéer. Inga underarter finns listade i Catalogue of Life.